# Seweryna Szmaglewska
Seweryna Szmaglewska, née le 11 février 1916 à Przygłów près de Piotrków Trybunalski (Pologne) et morte le 7 juillet 1992 à Varsovie, est une écrivaine polonaise, survivante des camps de concentration nazis. Son ouvrage, Dymy nad Birkenau, est l'un des premiers témoignages sur les camps publiés au monde.

## Biographie
Née en 1916, elle est la fille d'Antoni Szmaglewski, secrétaire de la commune, et de Pelagia née Bystroń. Orpheline à douze ans, elle est envoyée dans un pensionnat par son oncle qui récupère la propriété familiale.
Après des études de psychologie et de littérature à l'université de Varsovie et l'université de Łódź, elle devient enseignante.
En 1939, après la campagne de Pologne et l'occupation du pays par la Wehrmacht, elle devient infirmière dans un hôpital de sa ville natale tout en joignant un groupe de jeunes résistants qui monte une bibliothèque de littérature polonaise. Elle est arrêtée par la Gestapo à Varsovie avant d'être déportée vers Auschwitz où elle arrive le 6 octobre 1942. Seweryna Szmaglewska reçoit le numéro 22090. Elle restera près de trois ans dans le camp pendant lesquels elle attrapera le typhus. Le 18 janvier 1945, près de Wodzisław Śląski lors d'une marche de la mort, elle s'échappe en se cachant sous un drap blanc dans la neige avec d'autres prisonnières. Le groupe se cache dans une grange à foin avant de partir à pied vers Varsovie.
Dès la fin de la guerre, Seweryna Szmaglewska entreprend d'écrire ses mémoires sur la déportation. Pendant six mois, chaque jour à partir de cinq heures du matin, elle écrit ce qui deviendra l'un des premiers témoignages des caps publiés dans le monde intitulé Dymy nad Birkenau. Elle y raconte la vie quotidienne dans le camp, mêlant les faits autobiographique à une composition littéraire pour faire comprendre l'indescriptible aux lecteurs. Le roman sera traduit en néerlandais, tchèque, anglais, russe, croate, mongol, allemand et espagnol,. Son texte est utilisé comme support lors du procès de Nuremberg l'année suivante. Seweryna Szmaglewska est aussi appelée à la barre pour témoigner.
De retour en Pologne, elle étudie les sciences sociales à l'université Jagellonne puis à l'université de Łódź. Elle épouse Witold Wiśniewski qu'elle connait d'avant la guerre et qu'elle avait revu lors de son internement à Auschwitz.
En 1986, Waldemar Podgórski (pl) réalise Czarne Stopy (pl) basé sur l'ouvrage homonyme de Seweryna Szmaglewska sorti en 1960. Elle a également écrit le scénario du film. Le livre lui est un succès en Pologne où il tiré à 100 000 exemplaires.
Au cours de sa vie, elle est membre de la Commission d'enquête des crimes nazis en Pologne (pl), du PEN Club et de l'Union des écrivains polonais (pl).
Seweryna Szmaglewska arrête d'écrire en 1989 à la mort de son époux. Elle meurt le 7 juillet 1992 à Varsovie. Elle enterrée au cimetière de Bródno.

## Distinctions
- 1953 : Croix du Mérite[5]
- 1960 : Commandeur de l'Ordre Polonia Restituta[5]
- 1978 : Ordre de la Bannière du Travail[7]

## Hommages
Une plaque commémorative est érigée en 2018 rue Parkowa à Piotrków Trybunalski.

## Ouvrages
- Dymy nad Birkenau, 1945
- Czarne Stopy, 1960
- Krzyk wiatru, 1970
- Niewinni w Norymberdze, 1976
- Nowy ślad Czarnych Stóp, 1978
- Odcienie miłości, 1985
- Zapowiada się piękny dzien, 1988